# Daei Sport

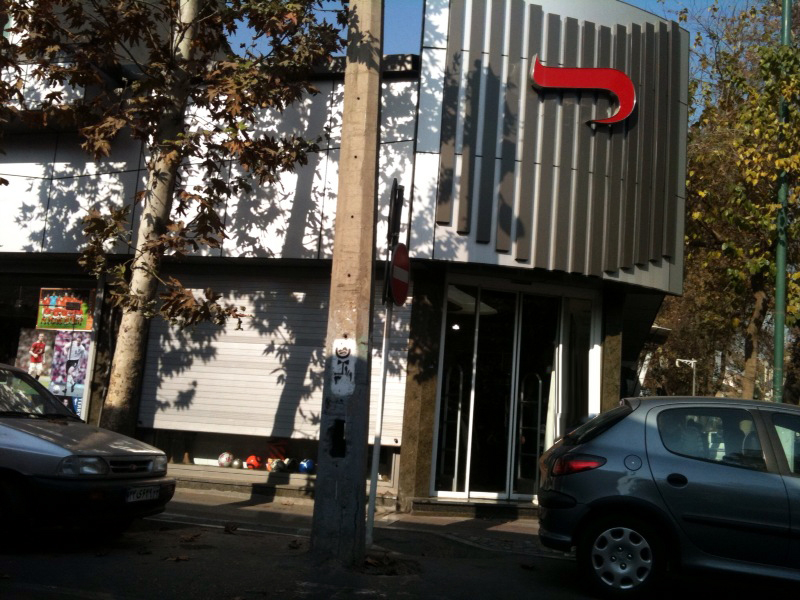
Крамниця в Тегерані

Daei Sportswear & Equipment, також відома як Daei Sport (перс. پوشاک ورزشی دایی) — іранська приватна компанія, яка належить відомому в минулому іранському футболістові, легенді іранського футболу, а нині тренеру — Алі Даеї. Виробляє спортивний одяг та екіпіровку, спортивний інвентар. Штаб-квартира компанії розташована в Тегерані. Заснована в 2009 самим Алі Даеї. Протягом 2009 забезпечувала спортивною формою національну збірну Ірану. У різні роки, спортивними формами даної компанії користувалися і користуються різні футбольні клуби Ірану. Компанія має мережу своїх фірмових магазинів по всьому Ірану.

## Деякі команди, які користувалися і користуються продукцією Daei Sport
- Збірна Ірану з футболу
- Молодіжна збірна Ірану з футболу
- «Дамаш»
- Рах Ахан
- Саба Ком (футбольний клуб)
- Нафт Тегеран